# غرق شدن کشتی ام‌وی سینار بانگن

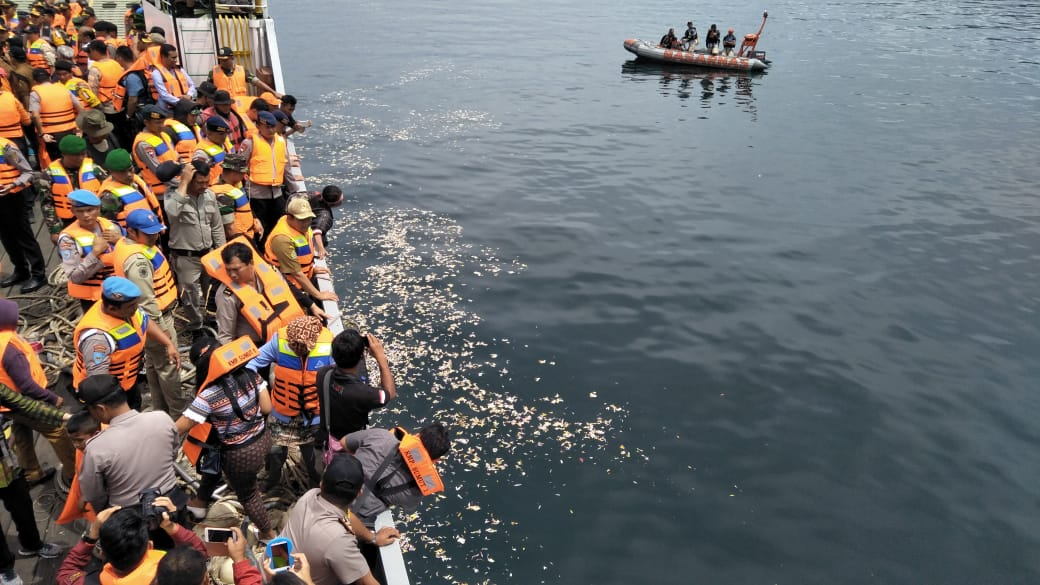

غرق شدن کشتی ام‌وی سینار بانگن (به انگلیسی: Sinking of MV Sinar Bangun)، روز دوشنبه ۱۸ ژوئن ۲۰۱۸، ساعت ۱۷:۲۰ به‌وقت ساعت هماهنگ جهانی (UTC) در آب‌های دریاچه توبا در جزیره سوماترا و در فاصله ۱۳۰۰ کیلومتری از جاکارتا اندونزی رخ داد. این کشتی تفریحی حامل بیش از ۲۰۰ مسافر بوده‌است. تا تاریخ ۲۱ ژوئن ۲۰۱۸ تعداد ۱۸ نفر نجات یافتند، ۴ جسد پیدا شد و ۱۹۳ نفر به عنوان مفقود ثبت شده‌اند.
فهرست ثبت شده سرنشینان کشتی ۱۲۸ نفر بوده‌است. مسافران در حال گذراندن تعطیلات عید فطر بوده‌اند.
این کشتی خیلی بیش از ظرفیتش مسافر سوار کرده بود، در حالی‌که گنجایش ۴۳ مسافر داشت. .

## عملیات امدادی و تلفات
به گفته مقامات محلی این کشتی در دریاچه توبا و به سمت جزیره سوماترا که مقصدی گردشگری محسوب می‌شود در حرکت بوده‌است. کشتی بر اثر طوفان و شکستگی سکان آن، دچار سانحه غرق شدگی شده‌است.
رئیس سازمان امداد و نجات اندونزی اعلام کرد به عملیات امدادی برای نجات بازماندگان احتمالی ادامه می‌دهند.
پلیس ملی اندونزی طی بیانیه‌ای اعلام کرد بر اساس فهرست، مفقودان شناخته شده کشتی ۱۲۸ نفر هستند.
بنابر گزارش مقامات اندونزی. ساعاتی بعد از وقوع حادثه ۱۸ نفر نجات پیدا کردند.
تا تاریخ ۲۱ ژوئن ۲۰۱۸ تعداد ۱۸ نفر نجات یافتند، ۴ جسد پیدا شد و ۱۹۳ نفر مفقود هستند.
حدود ۳۵۰ نیروی پلیس و غواص و امدادگر در حال جستجو برای یافتن بقایای این کشتی و سرنشینان آن هستند.